# 多気 (多気町)
多気（たき）は三重県多気郡多気町の大字。多気町の中心駅である多気駅を擁する地区である。

## 地理

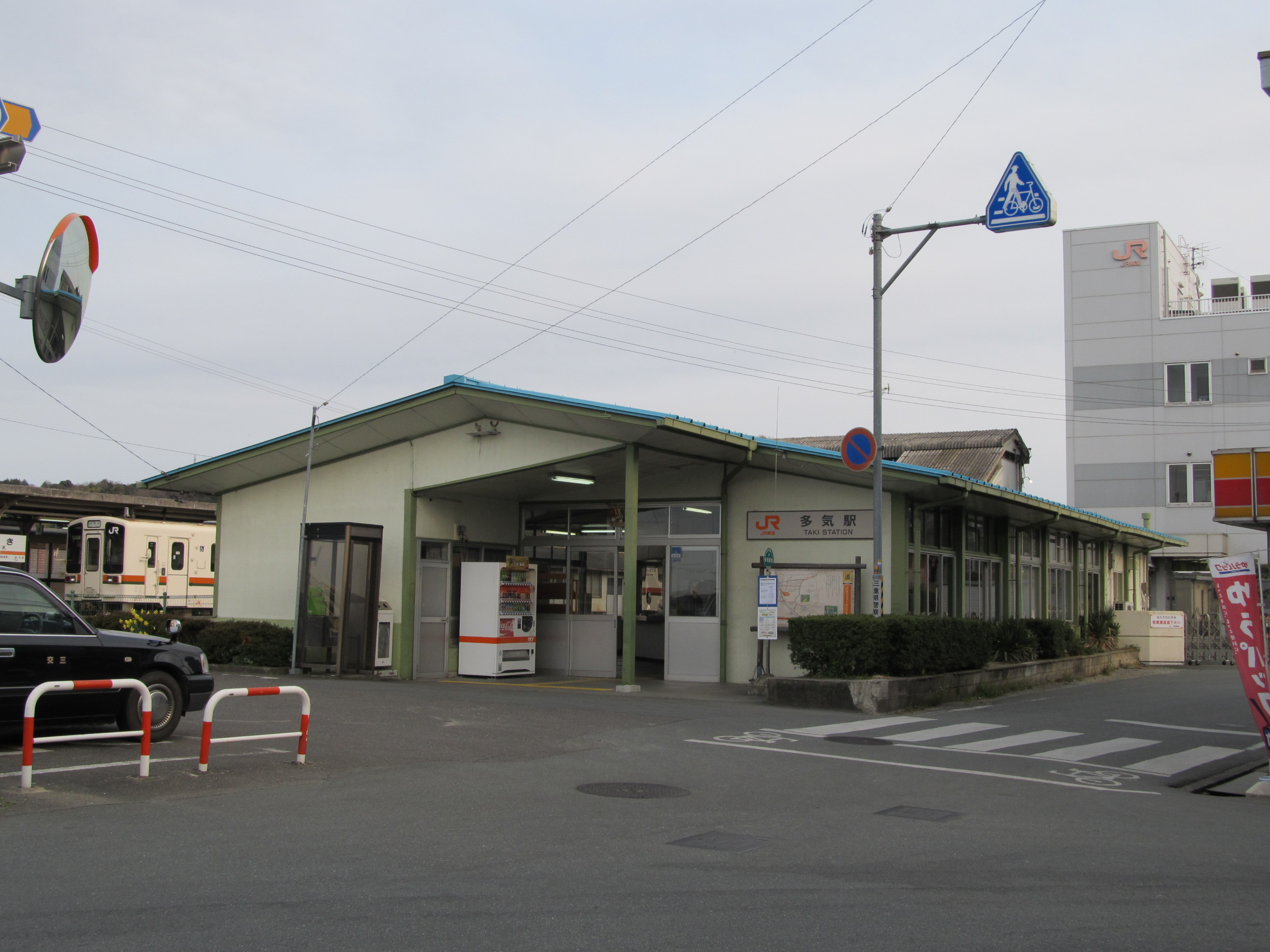
多気駅

多気町の北東部に位置する。地区の概形は五角形をしている。西から北にかけて朝長（あさおさ）、東で弟国（おおくに）・河田（こうだ）、南から西にかけて東池上（ひがしいけべ）・西池上（にしいけべ）と隣接する。多気駅前ということもあり、商業地・住宅地として利用されている。水田も一部で見られる。

## 歴史
現在の多気地区の発展の契機となったのは、1893年（明治26年）12月31日の「参宮鉄道相可駅」（現在の多気駅）の開業である。それまでは水田が一面に広がり人家はまばらだったが、駅の開業により商店が集まってくるようになった。
1955年（昭和30年）に独立した大字となる。それ以前は河田地区のうちの上河田と呼ばれる地域であった。

### 沿革
- 1889年（明治22年）4月1日 - 町村制施行により多気郡相可村成立。相可村大字河田となる。
- 1919年（大正8年）6月20日 - 相可村が町制を施行し、相可町大字河田となる。
- 1955年（昭和30年）3月30日 - 相可町が佐奈村・津田村と合併し多気町（初代）が成立、同時に上河田地域が「多気」として大字に昇格。多気町大字多気となる。
- 2006年（平成18年）1月1日 - 多気町と勢和村が合併し、多気町（2代）が成立。多気町多気となる。

### 地名の由来
1959年（昭和34年）の国鉄紀勢本線の相可口駅（現在の多気駅）乗り入れを控え、同駅が多気町の中心駅となることが期待されたことから、1955年（昭和30年）の多気町成立の際に「多気」と名付けられ、河田地区から分離した。

### 大字名の変遷
| 実施後 | 実施年月日                | 実施前             |
| ------ | ------------------------- | ------------------ |
| 多気   | 1955年（昭和30年）3月30日 | 河田（上河田地域） |

## 世帯数と人口
2015年（平成27年）10月1日現在の世帯数と人口は以下の通りである。
| 大字 | 世帯数 | 人口  |
| ---- | ------ | ----- |
| 多気 | 79世帯 | 226人 |

### 人口の変遷
国勢調査による人口の推移。
| 1980年（昭和55年） | 268人 | [ 5 ] |  |
| 1995年（平成7年）  | 259人 | [ 6 ] |  |
| 2000年（平成12年） | 231人 | [ 7 ] |  |
| 2005年（平成17年） | 232人 | [ 8 ] |  |
| 2010年（平成22年） | 228人 | [ 9 ] |  |
| 2015年（平成27年） | 226人 | [ 2 ] |  |

### 世帯数の変遷
国勢調査による世帯数の推移。
| 1980年（昭和55年） | 73世帯 | [ 5 ] |  |
| 1995年（平成7年）  | 73世帯 | [ 6 ] |  |
| 2000年（平成12年） | 70世帯 | [ 7 ] |  |
| 2005年（平成17年） | 77世帯 | [ 8 ] |  |
| 2010年（平成22年） | 82世帯 | [ 9 ] |  |
| 2015年（平成27年） | 79世帯 | [ 2 ] |  |

## 学区
公立小・中学校に通う場合、学区は以下の通りとなる。
| 番・番地等 | 小学校             | 中学校                           |
| ---------- | ------------------ | -------------------------------- |
| 全域       | 多気町立相可小学校 | 多気町松阪市学校組合立多気中学校 |

## 交通

### 鉄道
- JR紀勢本線・参宮線多気駅：2本の路線が分岐する駅。特急南紀や快速みえを含め、全列車が停車する。
  - 紀勢本線 普通 松阪
  - 紀勢本線 普通 亀山
  - 紀勢本線 特急・快速 名古屋
  - 紀勢本線 普通 三瀬谷
  - 紀勢本線 普通 熊野市
  - 紀勢本線 特急・普通 新宮
  - 紀勢本線 特急 紀伊勝浦
  - 参宮線 快速・普通 伊勢市
  - 参宮線 快速・普通 鳥羽

### バス
- 多気町町営バス：三重交通松阪営業所・三重名鉄タクシー委託のコミュニティバス。多気駅前、上朝長口の2つのバス停がある。

多気駅前バス停
- 幹線バス
  - 下河田
  - 波多瀬公民館
  - 大石
- 予約運行型小型バス（でん多）
  - 1系統（西相鹿瀬線） 相可駅
  - 2系統（西池上・下佐奈線） 相可駅

### 道路
- 三重県道119号松阪度会線 - 地区を南北に貫く一般県道。
- 三重県道421号勢和兄国松阪線 - 地区を東西に貫く一般県道。駅前通りになっており、多気町の中心部相可に至る。
- 三重県道529号多気停車場斎明線 - 多気地区内では全区間が上記の2路線と重複し、多気駅前を起点とする。

このほか格子状に多気町道が走っている。 

## 主な施設・事業所
- JR多気駅
  - 伊勢運輸区
- 多気駅前郵便局
- 多気町立すみれ園保育所
- 三重県警察松阪警察署多気警察官駐在所
- JA多気郡相可支店多気

## その他

### 日本郵便
- 郵便番号 : 519-2154[3]（集配局：多気郵便局[11]）。